# Nanpiao
Der Stadtbezirk Nanpiao (南票区,  Nánpiào Qū) ist ein Stadtbezirk der bezirksfreien Stadt Huludao in der chinesischen Provinz Liaoning. Er hat eine Fläche von 1.003 km² und zählt 182.135 Einwohner (Stand: Zensus 2020).

## Administrative Gliederung
Auf Gemeindeebene setzt sich der Stadtbezirk aus sieben Straßenvierteln, zwei Großgemeinden und zwei Gemeinden zusammen. 